# Llista de monuments de Sant Antoni de Vilamajor
Llista de monuments de Sant Antoni de Vilamajor inclosos en l'Inventari del Patrimoni Arquitectònic Català per al municipi de Sant Antoni de Vilamajor (Vallès Oriental). Inclou els inscrits en el Registre de Béns Culturals d'Interès Nacional (BCIN) amb la classificació de monuments històrics i els Béns Culturals d'Interès Local (BCIL) de caràcter arquitectònic.
| Monument                                               | Protecció | Estil/època                                        | Localització                                                                                                | Coordenades                                          | Codi?     | Imatge |
| ------------------------------------------------------ | --------- | -------------------------------------------------- | --- | ---------------------------------------------------- | --------- | --- |
| Casa Masades                                           |           | Barroc XVII-XVIII                                  | Sant Antoni de Vilamajor C. Vell, 27                                                                        | 41° 40′ 18″ N, 2° 23′ 58″ E / 41.671671°N,2.399399°E | IPA-29287 | Casa Masades (Sant Antoni de Vilamajor) · Vegeu més fotos d'aquest monument · Carregueu una nova foto d'aquest monument                            |
| Església parroquial de Sant Antoni Abat                | BCIL 2013 | Monumentalisme academicista, noucentisme XX Mitjan | Sant Antoni de Vilamajor Ctra. de Cànoves                                                                   | 41° 40′ 19″ N, 2° 24′ 09″ E / 41.671949°N,2.402556°E | IPA-29288 | Església parroquial de Sant Antoni Abat (Sant Antoni de Vilamajor) · Vegeu més fotos d'aquest monument · Carregueu una nova foto d'aquest monument |
| Can Roig                                               |           | Gòtic tardà XVI-XVII, XVIII                        | Sant Antoni de Vilamajor Al sud de Sant Jaume de Rifà                                                       | 41° 39′ 50″ N, 2° 22′ 32″ E / 41.663843°N,2.375454°E | IPA-29291 | Can Roig (Sant Antoni de Vilamajor) · Vegeu més fotos d'aquest monument · Carregueu una nova foto d'aquest monument                                |
| Can Tàpies                                             |           | Gòtic tardà XVI-XVII                               | Sant Antoni de Vilamajor A la banda de Vallserena prop de Llinars                                           | 41° 38′ 58″ N, 2° 24′ 46″ E / 41.649578°N,2.412676°E | IPA-29292 | Can Tàpies (Sant Antoni de Vilamajor) · Vegeu més fotos d'aquest monument · Carregueu una nova foto d'aquest monument                              |
| Can Soler                                              |           | Historicisme XVII-XX                               | Sant Antoni de Vilamajor Ctra. a Llinars, vora km 48,5                                                      | 41° 39′ 39″ N, 2° 24′ 43″ E / 41.660752°N,2.411908°E | IPA-29293 | Can Soler (Sant Antoni de Vilamajor) · Vegeu més fotos d'aquest monument · Carregueu una nova foto d'aquest monument                               |
| Ermita de Sant Lleïr                                   | BCIL 2013 | Renaixement, barroc XVI                            | Sant Antoni de Vilamajor Al nord de Sant Antoni                                                             | 41° 40′ 38″ N, 2° 23′ 58″ E / 41.677117°N,2.399510°E | IPA-29294 | Ermita de Sant Lleïr (Sant Antoni de Vilamajor) · Vegeu més fotos d'aquest monument · Carregueu una nova foto d'aquest monument                    |
| Can Moragues                                           |           | Gòtic tardà, barroc XVI-XVIII                      | Sant Antoni de Vilamajor Al sud de Sant Antoni                                                              | 41° 39′ 55″ N, 2° 24′ 42″ E / 41.665282°N,2.411740°E | IPA-29295 | Can Moragues (Sant Antoni de Vilamajor) · Vegeu més fotos d'aquest monument · Carregueu una nova foto d'aquest monument                            |
| Can Pungol o Pugnol                                    | BCIL 2013 | Gòtic-renaixement XVI                              | Sant Antoni de Vilamajor A l'est del camí a Cardedeu a l'alçada de C. Ribalta                               | 41° 39′ 57″ N, 2° 23′ 09″ E / 41.665862°N,2.385801°E | IPA-29296 | Can Pungol (Sant Antoni de Vilamajor) · Vegeu més fotos d'aquest monument · Carregueu una nova foto d'aquest monument                              |
| Can Riera                                              | BCIL 2013 | Obra popular XVII-XVIII                            | Sant Antoni de Vilamajor Entre el camí de Cardedeu i la ctra. de Llinars                                    | 41° 39′ 38″ N, 2° 23′ 26″ E / 41.660542°N,2.390680°E | IPA-29297 | Can Riera (Sant Antoni de Vilamajor) · Vegeu més fotos d'aquest monument · Carregueu una nova foto d'aquest monument                               |
| Ca l'Eufil o l'Auferil                                 | BCIL 2013 | Modernisme XX Inici                                | Sant Antoni de Vilamajor C. Anselm Clavé, 1, entre el camí de Cardedeu i la ctra. de Llinars                | 41° 40′ 25″ N, 2° 24′ 00″ E / 41.673597°N,2.399915°E | IPA-29298 | Ca l'Eufil (Sant Antoni de Vilamajor) · Vegeu més fotos d'aquest monument · Carregueu una nova foto d'aquest monument                              |
| Can Suari                                              | BCIL 2013 | Obra popular XVI-XVII                              | Sant Antoni de Vilamajor Al sud de Sant Julià del Fou                                                       | 41° 38′ 38″ N, 2° 22′ 52″ E / 41.643752°N,2.381214°E | IPA-29301 | Can Suari (Sant Antoni de Vilamajor) · Vegeu més fotos d'aquest monument · Carregueu una nova foto d'aquest monument                               |
| Església de Sant Julià d'Alfou, Sant Julià del Fou     | BCIL 2013 | Romànic, gòtic XII, XVII, XIX Final                | Sant Antoni de Vilamajor El Fou                                                                             | 41° 38′ 54″ N, 2° 22′ 50″ E / 41.648261°N,2.380498°E | IPA-29300 | Església de Sant Julià d'Alfou (Sant Antoni de Vilamajor) · Vegeu més fotos d'aquest monument · Carregueu una nova foto d'aquest monument          |
| Ermita de Sant Jaume de Rifà                           | BCIL 2013 | Romànic XIII                                       | Sant Antoni de Vilamajor Prop de la urbanització les Pungoles                                               | 41° 39′ 55″ N, 2° 22′ 31″ E / 41.665302°N,2.375356°E | IPA-29289 | Ermita de Sant Jaume de Rifà (Sant Antoni de Vilamajor) · Vegeu més fotos d'aquest monument · Carregueu una nova foto d'aquest monument            |
| Can Gol, Can Gol de la Torre                           | BCIL 2013 | Gòtic tardà XV-XVI, XX                             | Sant Antoni de Vilamajor Abans d'arribar a la urbanització les Pungoles                                     | 41° 40′ 01″ N, 2° 23′ 16″ E / 41.666855°N,2.387852°E | IPA-29290 | Can Gol (Sant Antoni de Vilamajor) · Vegeu més fotos d'aquest monument · Carregueu una nova foto d'aquest monument                                 |
| Can Morató                                             | BCIL 2013 | XVII                                               | Sant Antoni de Vilamajor                                                                                    | 41° 38′ 29″ N, 2° 22′ 40″ E / 41.641491°N,2.377744°E | IPA-35901 | Carregueu una nova foto d'aquest monument |
| Can Massó Vell                                         | BCIL 2013 |                                                    | Sant Antoni de Vilamajor                                                                                    | 41° 39′ 31″ N, 2° 24′ 37″ E / 41.658600°N,2.410246°E | IPA-35902 | Can Massó Vell (Sant Antoni de Vilamajor) · Vegeu més fotos d'aquest monument · Carregueu una nova foto d'aquest monument                          |
| La Farinera                                            | BCIL 2013 | Noucentisme XX                                     | Sant Antoni de Vilamajor Camí de Sant Antoni de Vilamajor a Can Vila                                        | 41° 40′ 37″ N, 2° 24′ 15″ E / 41.676907°N,2.404126°E | IPA-35903 | La Farinera (Sant Antoni de Vilamajor) · Vegeu més fotos d'aquest monument · Carregueu una nova foto d'aquest monument                             |
| Can Rovira Coll                                        | BCIL 2013 | XVIII-XIX                                          | Sant Antoni de Vilamajor                                                                                    | 41° 39′ 19″ N, 2° 24′ 16″ E / 41.655412°N,2.404339°E | IPA-35904 | Carregueu una nova foto d'aquest monument |
| Casa de la Vila, Can Perpunter                         | BCIL 2013 | XIV, XVII, XX                                      | Sant Antoni de Vilamajor Pl. de la Vila, 5                                                                  | 41° 40′ 25″ N, 2° 24′ 03″ E / 41.673524°N,2.400722°E | IPA-35905 | Casa de la Vila (Sant Antoni de Vilamajor) · Vegeu més fotos d'aquest monument · Carregueu una nova foto d'aquest monument                         |
| Escoles Velles, Escoles Graduades, Casal Sociocultural | BCIL 2013 | Eclecticisme, noucentisme XX                       | Sant Antoni de Vilamajor Pl. de la Vila                                                                     | 41° 40′ 25″ N, 2° 24′ 07″ E / 41.673723°N,2.402026°E | IPA-35906 | Escoles Velles (Sant Antoni de Vilamajor) · Vegeu més fotos d'aquest monument · Carregueu una nova foto d'aquest monument                          |
| Can Sauleda                                            | BCIL 2013 |                                                    | Sant Antoni de Vilamajor Av. Catalunya - c. Sant Antoni - c. Francesc Casas i Amigó - c. Arquitecte Raspall | 41° 40′ 26″ N, 2° 23′ 50″ E / 41.673977°N,2.397085°E | IPA-35907 | Can Sauleda (Sant Antoni de Vilamajor) · Vegeu més fotos d'aquest monument · Carregueu una nova foto d'aquest monument                             |
| Ca n'Estapé                                            | BCIL 2013 | XIV, XVII, XX                                      | Sant Antoni de Vilamajor                                                                                    | 41° 40′ 30″ N, 2° 24′ 14″ E / 41.675136°N,2.403955°E | IPA-35908 | Ca n'Estapé (Sant Antoni de Vilamajor) · Vegeu més fotos d'aquest monument · Carregueu una nova foto d'aquest monument                             |
| Casa al carrer França, 22                              | BCIL 2013 | Modernisme XX                                      | Sant Antoni de Vilamajor C. França, 22                                                                      | 41° 40′ 19″ N, 2° 24′ 04″ E / 41.671853°N,2.401077°E | IPA-35909 | Casa al carrer França, 22 (Sant Antoni de Vilamajor) · Vegeu més fotos d'aquest monument · Carregueu una nova foto d'aquest monument               |
| Habitatge al carrer de França, 34                      | BCIL 2013 | Eclecticisme XX                                    | Sant Antoni de Vilamajor C. França, 34                                                                      | 41° 40′ 17″ N, 2° 24′ 05″ E / 41.671481°N,2.401319°E | IPA-35910 | Habitatge al carrer de França, 34 (Sant Antoni de Vilamajor) · Vegeu més fotos d'aquest monument · Carregueu una nova foto d'aquest monument       |
| Conjunt de Can Bertran                                 | BCIL 2013 | Noucentisme XX                                     | Sant Antoni de Vilamajor C. França, 36                                                                      | 41° 40′ 16″ N, 2° 24′ 06″ E / 41.671085°N,2.401756°E | IPA-35911 | Conjunt de Can Bertran (Sant Antoni de Vilamajor) · Vegeu més fotos d'aquest monument · Carregueu una nova foto d'aquest monument                  |
| Can Delme                                              | BCIL 2013 | XIX-XX                                             | Sant Antoni de Vilamajor Pl. de la Vila, 1                                                                  | 41° 40′ 25″ N, 2° 24′ 03″ E / 41.673729°N,2.400914°E | IPA-35912 | Can Delme (Sant Antoni de Vilamajor) · Vegeu més fotos d'aquest monument · Carregueu una nova foto d'aquest monument                               |
| Can Ribalta                                            | BCIL 2013 | XIX-XX                                             | Sant Antoni de Vilamajor                                                                                    | 41° 39′ 55″ N, 2° 23′ 30″ E / 41.665166°N,2.391731°E | IPA-35913 | Can Ribalta (Sant Antoni de Vilamajor) · Vegeu més fotos d'aquest monument · Carregueu una nova foto d'aquest monument                             |
| Can Bonet del Pla                                      | BCIL 2013 | XX                                                 | Sant Antoni de Vilamajor                                                                                    | 41° 40′ 12″ N, 2° 24′ 17″ E / 41.669943°N,2.404687°E | IPA-35915 | Can Bonet del Pla (Sant Antoni de Vilamajor) · Vegeu més fotos d'aquest monument · Carregueu una nova foto d'aquest monument                       |
| Teatre La Sala                                         |           | Noucentisme XX                                     | Sant Antoni de Vilamajor Av. Alfons I, 28                                                                   | 41° 40′ 21″ N, 2° 24′ 06″ E / 41.67242°N,2.40171°E   | IPA-53703 | Carregueu una nova foto d'aquest monument |